# Перегинская поселковая община
Перегинская поселковая общи́на (укр. Перегінська селищна громада) — территориальная община в Калушском районе Ивано-Франковской области Украины.
Административный центр — посёлок Перегинское.
Население составляет 23795 человек. Площадь — 668,6 км².

## Населённые пункты
В состав общины входят 1 посёлок (Перегинское) и 15 сёл:
- Бабское
- Гриньков
- Закерничное
- Красное
- Кузьминец
- Лазы
- Ловаги
- Небылов
- Осмолода
- Погар
- Сливки
- Слобода-Небыловская
- Туровка
- Черепина
- Ясень